# Крепускуларни лъчи
Крепускуларните лъчи са слънчеви лъчи, които привидно излизат от случайна точка в небето. Представляват стълбове от осветен от слънцето въздух, оградени от по-тъмен въздух, засенчен от облаци или други предмети.